# チャド湖
座標: 北緯13度05分0秒 東経14度31分0秒 / 北緯13.08333度 東経14.51667度

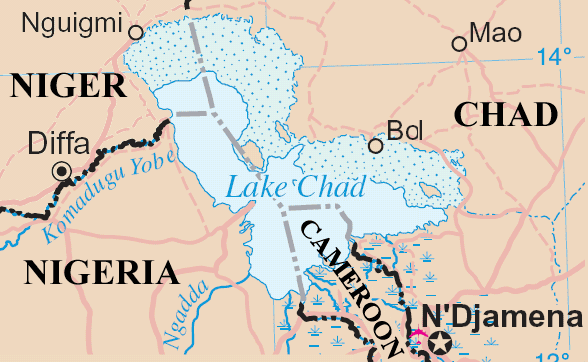
チャド湖の位置

チャド湖（チャドこ、フランス語: Lac Tchad、英語: Lake Chad）は、チャド、ニジェール、ナイジェリア、カメルーンの4ヶ国にまたがるアフリカ大陸中央部の湖である。チャドは現地語で「大きな水域」という意味がある。
2010年時点の面積は約1700平方キロメートル。1980年代後半から1990年代後半にかけて、灌漑・気候変動により面積が10%以下まで激減し問題となったが、その後1998年から水量は回復傾向に向かい、2003年以降はさらに回復が加速した。
チャド湖はアフリカで面積がヴィクトリア湖、タンガニーカ湖、マラウイ湖に次ぐ大きな湖であり、カスピ海とアラル海に次ぐ面積が大きな内陸湖である。

## 概要
チャドの西部に位置し、ニジェール東北部との国境をなす。湖の中央部に4カ国の国境線が交差する。面積は大きいが、水深は浅い。最も深いところでも7mしかない。従って雨季と乾季での面積・水深の変化は大きく、特に面積は2倍もの差がある。
チャド湖への流入の大半はシャリ川からのもので、他の流入河川にはヨベ川がある。
周辺の国々に居住する2000万人以上の人々に水を供給している。また漁業も盛んであり、特にニジェール国内では突出した漁獲高を誇る。旱魃によって漁業は一時大打撃を受けたが、1998年以降水位が回復するにつれて漁業も復興に向かい、特に2003年以降は漁獲高が急増してニジェール領内だけで年間4万5000t前後の水揚げが上がるようになった。ニジェール全土の漁獲高は5万t前後であるため、同国の漁獲高の90%前後がチャド湖の漁業による計算となる。
湖周辺は雨季には植生が広がり多様な動植物の生息する、アフリカでも重要な湿地帯である。この湿地を利用した農業も行なわれている。
サハラ砂漠周辺地域が湿潤であった1万年前には面積は100万km2であったと推定されているが、ここ1000年には少なくとも6回は干上がっており、拡大と縮小を繰り返している。歴史的に見ても、面積の変化が大きい。
チャド湖および沿岸の湿地にはオナガガモ、シマアジ、ハシブトアジサシ、アフリカコビトウ、エリマキシギ、アフリカハゲコウ、ウスユキガモなど多くの旧北区の渡り鳥および100種以上の魚類が生息しており、クーリー牛、ツメナシカワウソ、コリンガゼル、アフリカゾウ、カバ、ナイルワニなどの生息にとっても重要である。チャド湖の4ヶ国に属する部分がそれぞれラムサール条約登録地となった。

## 急激な縮小

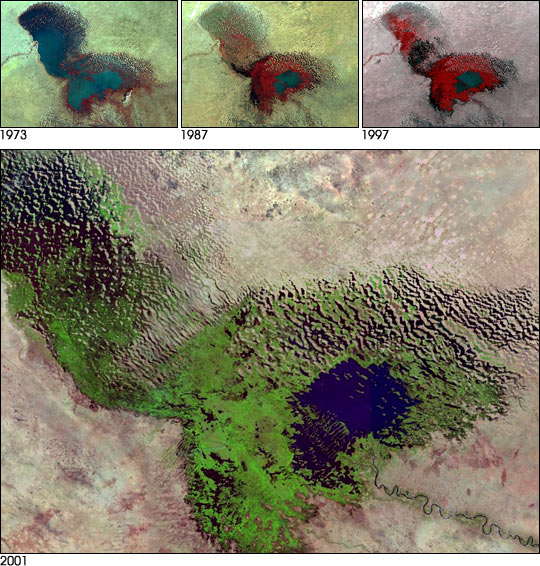
縮むチャド湖、衛星写真で見る1973年から2001年までの変遷

ヨーロッパ人による最初の調査は1823年になされた。以来、世界的に見ても非常に大きい湖の1つだったが、ここ40年で著しく面積が縮小している。1960年代には2万6000km2以上の面積があったが、1990年代までに45%の面積を失った。1908年と1984年の2度にわたり完全に干上がったことがあり、現在の平均水深は1.5mである。このままでは21世紀中には消滅するとも予想されている。

### 原因と問題
チャド湖及びシャリ川、ロゴーヌ川を利用した周辺諸国での大規模な灌漑が挙げられる。特にナイジェリアは移住を奨励して周辺人口も増大したが、水の利用効率は極めて低かった。こうした影響で、シャリ川からの流入量は1960年代以前の平均年間400億トンから150億トンに減少している。
加えて砂漠化の最前線に立地しており、近年の気候変動（地球温暖化による）の影響も無視できない。ただし、この点に関しては2001年に『The Journal of Geophysical Research』で発表された研究では否定されている。
また植生地域ができたことで、過放牧が行なわれ湖周辺の砂漠化も懸念されている。
このように消滅の危機に瀕しており、チャド湖流域委員会などによる監視が続けられている。しかし関連諸国の経済事情、政情が不安定などにより有効な対策はとられていない。また、残された水がどの国に帰属するかも問題の一つになっている。

## 治安
2018年12月、ニジェール軍はチャド湖周辺に展開するナイジェリアの反政府武装組織ボコ・ハラムの拠点を襲撃。チャド湖内の複数の島や湖に流入するコマドゥグ・ガナ川とヨベ川一帯で、空爆および地上戦を展開している。